# Boxe aux Jeux du Commonwealth de 1994
Navigation
Édition précédente Édition suivante
Les compétitions de boxe anglaise des Jeux du Commonwealth 1994 se sont déroulées du 18 au 28 août à Victoria, Canada.

## Résultats

### Podiums
| Catégories                    | Or                   | Argent           | Bronze                             |
| Poids mi-mouches (-48 kg)     | Abdurahman Ramadhani | Victor Kasote    | Domenic Figliomeni Sah Birju       |
| Poids mouches (-51 kg)        | Paul Shepherd        | Duncan Karanja   | Bornface Makuka Danny Costello     |
| Poids coqs (-54 kg)           | Robert Peden         | Spencer Oliver   | Fred Muteweta                      |
| Poids plumes (-57 kg)         | Casey Patton         | Jason Cook       | Matumla Hassan James Swan          |
| Poids légers (-60 kg)         | Mike Strange         | Martin Renaghan  | Kalolo Fiaui Hussain Arshad        |
| Poids super-légers (-63,5 kg) | Peter Richardson     | Mark Winters     | Trevor Shailer Timani Moro         |
| Poids welters (-67 kg)        | Neil Sinclair        | Albert Eromosele | Richard Rowles Wald Fleming        |
| Poids super-welters (-71 kg)  | Jimmy Webb           | Bob Gasio        | Joseph Townsley Rival Cadeau       |
| Poids moyens (-75 kg)         | Ron Donaldson        | Rasmus Ojemaye   | Peter Wanyoike Mike Penniston-John |
| Poids mi-lourds (-81 kg)      | Dale Brown           | John Wilson      | France Mabiletsa Odhiambo Opiyo    |
| Poids lourds (-91 kg)         | Omaar Ahmed          | Steve Gallinger  | Ezwell Ndlovu Charles Kizza        |
| Poids super-lourds (+91 kg)   | Duncan Dokiwari      | Miriambo Anyim   | Paea Wolfgramm Danny Williams      |

### Tableau des médailles
| Place | Pays              | Médaille d'or | Médaille d'argent | Médaille de bronze | Total |
| ----- | ----------------- | ------------- | ----------------- | ------------------ | ----- |
| 1     | Canada            | 4             | 1                 | 2                  | 7     |
| 2     | Kenya             | 2             | 2                 | 2                  | 6     |
| 3     | Irlande du Nord   | 2             | 2                 | 0                  | 4     |
| 4     | Nigeria           | 1             | 2                 | 0                  | 3     |
| 5     | Angleterre        | 1             | 1                 | 2                  | 4     |
| 6     | Écosse            | 1             | 1                 | 1                  | 3     |
| 7     | Australie         | 1             | 0                 | 2                  | 3     |
| 8     | Zambie            | 0             | 1                 | 1                  | 2     |
| 9     | Pays de Galles    | 0             | 1                 | 0                  | 1     |
| 9     | Samoa             | 0             | 1                 | 0                  | 1     |
| 11    | Ouganda           | 0             | 0                 | 2                  | 2     |
| 11    | Nouvelle-Zélande  | 0             | 0                 | 2                  | 2     |
| 13    | Zimbabwe          | 0             | 0                 | 1                  | 1     |
| 13    | Inde              | 0             | 0                 | 1                  | 1     |
| 13    | Tanzanie          | 0             | 0                 | 1                  | 1     |
| 13    | Pakistan          | 0             | 0                 | 1                  | 1     |
| 13    | Ghana             | 0             | 0                 | 1                  | 1     |
| 13    | Seychelles        | 0             | 0                 | 1                  | 1     |
| 13    | Tonga             | 0             | 0                 | 1                  | 1     |
| 13    | Botswana          | 0             | 0                 | 1                  | 1     |
| 13    | Trinité-et-Tobago | 0             | 0                 | 1                  | 1     |
| Total | 21 pays médaillés | 12            | 12                | 23                 | 47    |